# Nicolas Ivanoff
Pour les articles homonymes, voir Ivanoff.
Nicolas Ivanoff (né le 4 juillet 1967 à Ajaccio) est un aviateur et instructeur de vol français. Corse d'origine, il est surnommé The Quick Corsican (le corse rapide).
Il a participé à plusieurs championnats français de voltige, aux Red Bull Air Race et a fait partie de l'équipe de France championne du monde 2000.

## Carnet de course

### Red Bull Air Race World Championship

#### 2004-2010
| An                                 | 1   | 2  | 3   | 4   | 5   | 6 | 7   | 8   | 9   | 10 | 11  | 12 | Points | Victoires | Rang |
| ---------------------------------- | --- | -- | --- | --- | --- | - | --- | --- | --- | -- | --- | -- | ------ | --------- | ---- |
| 2004                               | DNP | 5  | DNS |     |     |   |     |     |     |    |     |    | 2      | 0         | 8    |
| 2005                               | 4   | 6  | 6   | 2   | 7   | 7 | 6   |     |     |    |     |    | 11     | 0         | 7    |
| 2006                               | 5   | 5  | 9   | CAN | 5   | 6 | 9   | 9   | 9   |    |     |    | 7      | 0         | 7    |
| 2007                               | 9   | 11 | 12  | 13  | CAN | 8 | 9   | 12  | 6   | 7  | CAN | 1  | 7      | 1         | 7    |
| 2008                               | 9   | 10 | 6   | CAN | 11  | 2 | 10  | 9   | CAN | 5  |     |    | 19     | 0         | 9    |
| 2009                               | 3   | 1  | 9   | 8   | 12  | 7 |     |     |     |    |     |    | 33     | 1         | 5    |
| 2010                               | 9   | 6  | 6   | 7   | 6   | 5 | CAN | CAN |     |    |     |    | 33     | 0         | 6    |
| Série non tenue entre 2011 et 2013 |     |    |     |     |     |   |     |     |     |    |     |    |        |           |      |

#### 2014-
| An   | 1  | 2  | 3  | 4  | 5  | 6  | 7 | 8   | Points | Victoires | Rang |
| ---- | -- | -- | -- | -- | -- | -- | - | --- | ------ | --------- | ---- |
| 2014 | 8  | 5  | 11 | 6  | 3  | 1  | 6 | 1   | 42     | 2         | 4    |
| 2015 | 8  | 4  | 9  | 14 | 4  | 9  | 7 | 7   | 15     | 0         | 9    |
| 2016 | 1  | 7  | 14 | 7  | 7  | 7  | 6 | CAN | 35     | 1         | 5    |
| 2017 | 5  | 7  | 13 | 7  | 11 | 11 | 9 | 13  | 16     | 0         | 11   |
| 2018 | 10 | 14 | 12 | 7  | 10 | 6  | 3 | 9   | 22     | 0         | 10   |

## Galerie

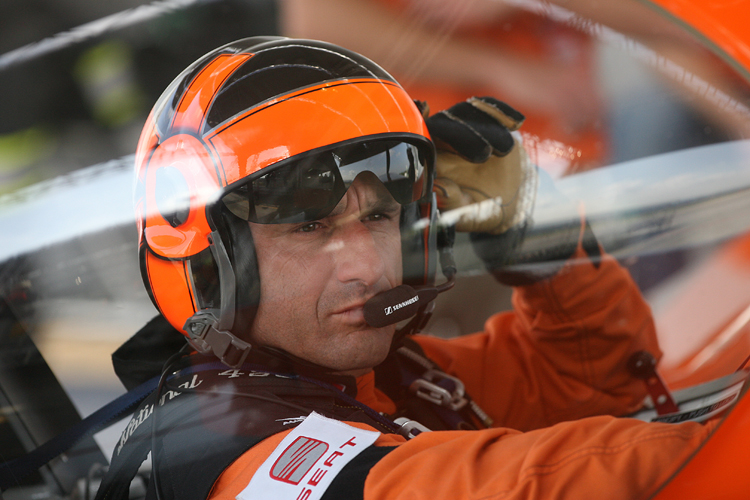
En 2009 à bord de son Edge540
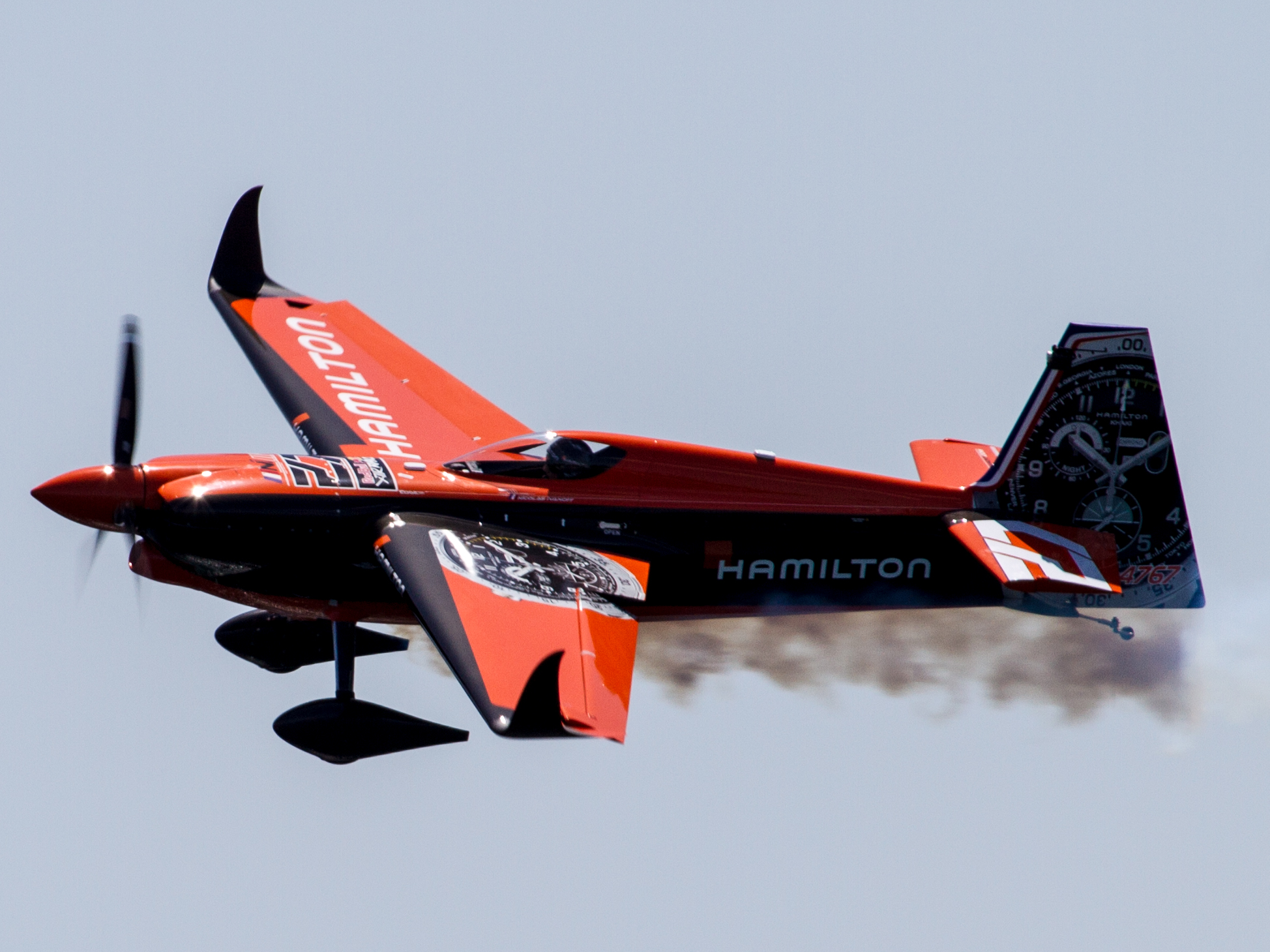
2017 Red Bull Air Race of Chiba - N4767
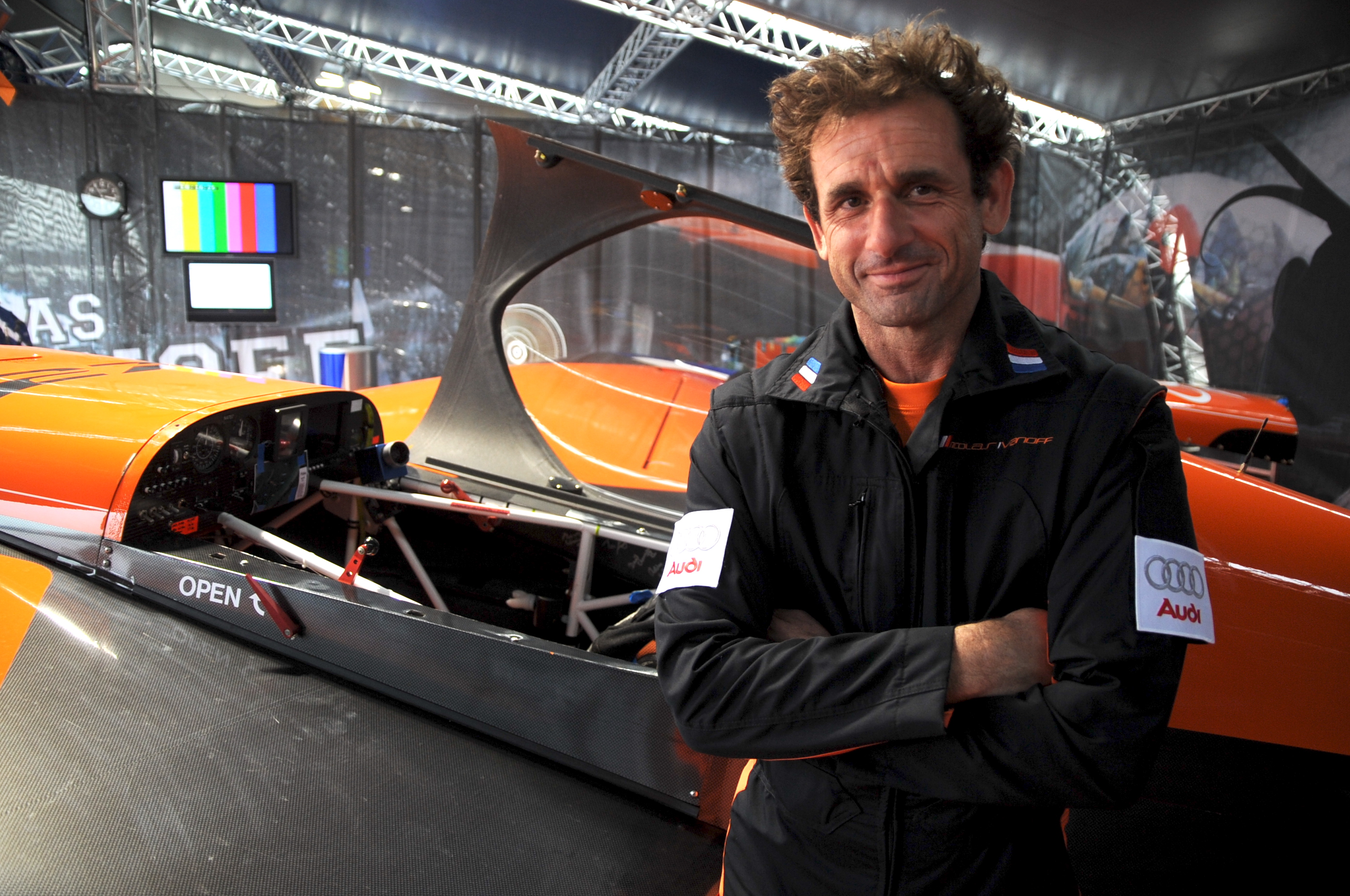
Nicolas Ivanoff devant son avion, le 17 avril 2009 à Abu Dhabi lors de la première épreuve de la saison de la Red Bull Air Race.
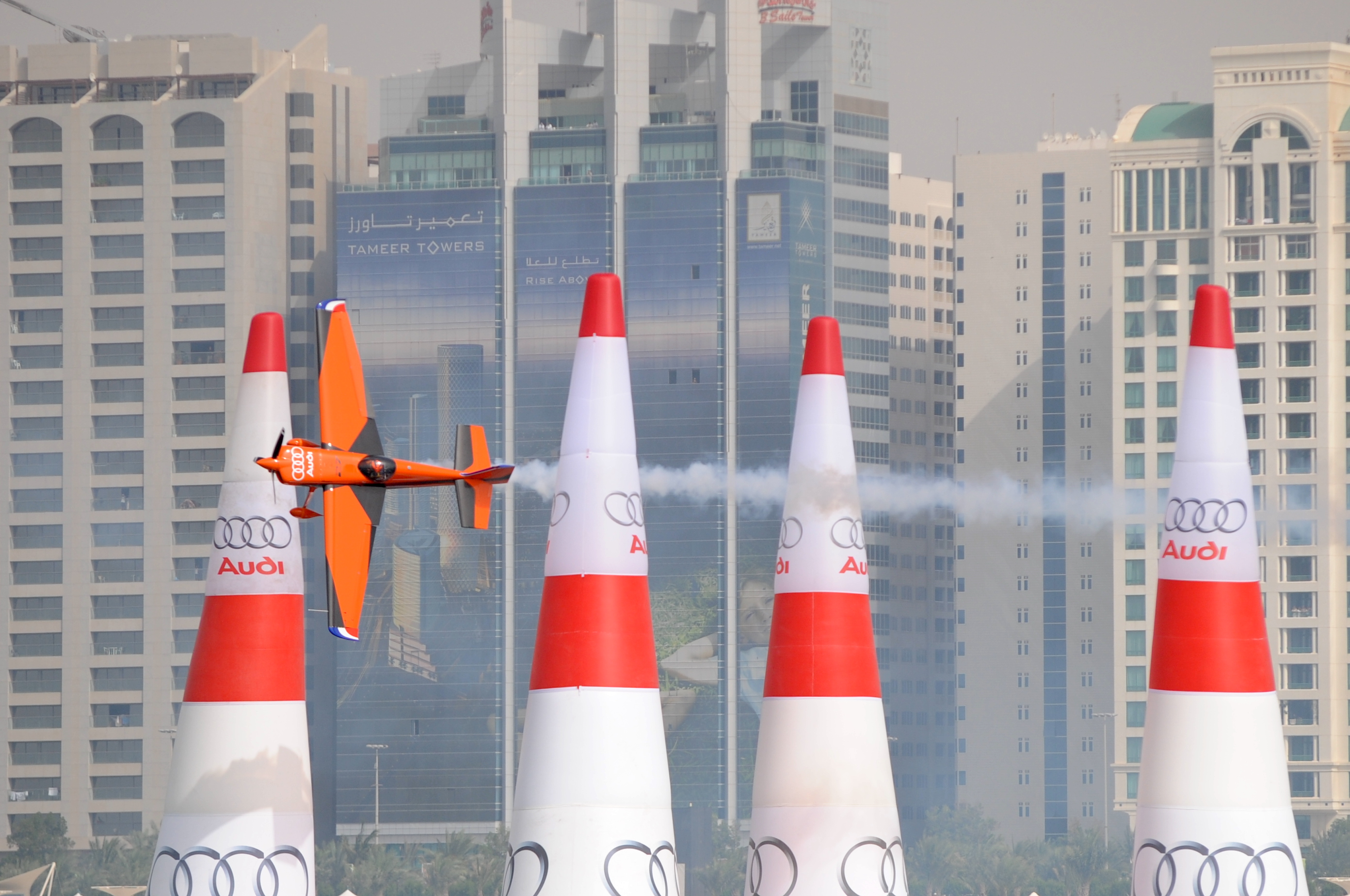
Nicolas Ivanoff en course, le 17 avril 2009 à Abu Dhabi lors de la première épreuve de la saison de la Red Bull Air Race.
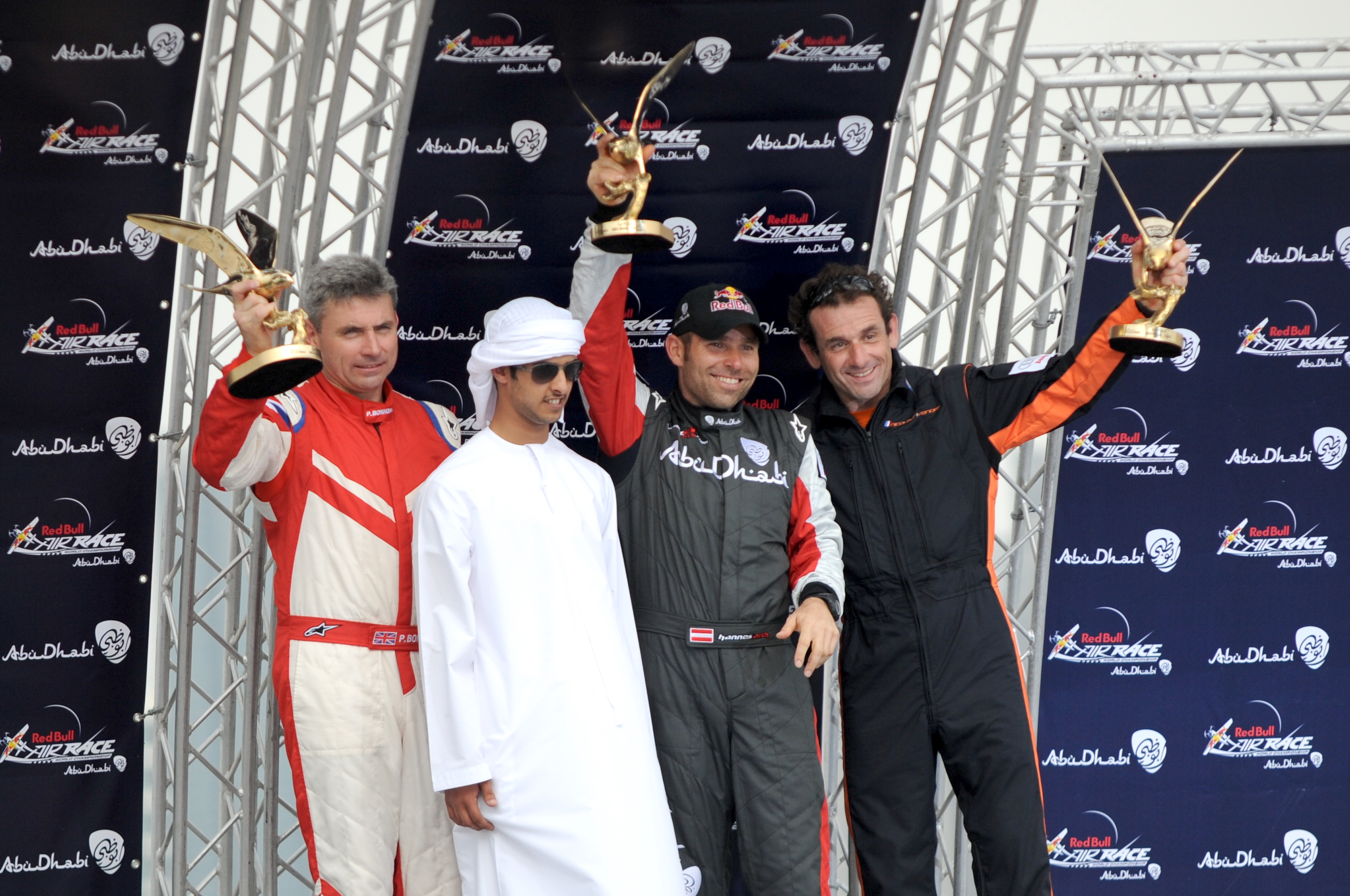
Nicolas Ivanoff sur le podium après avoir obtenu la 3e place, le 17 avril 2009 à Abu Dhabi lors de la première épreuve de la saison de la Red Bull Air Race.

### Depuis 2004

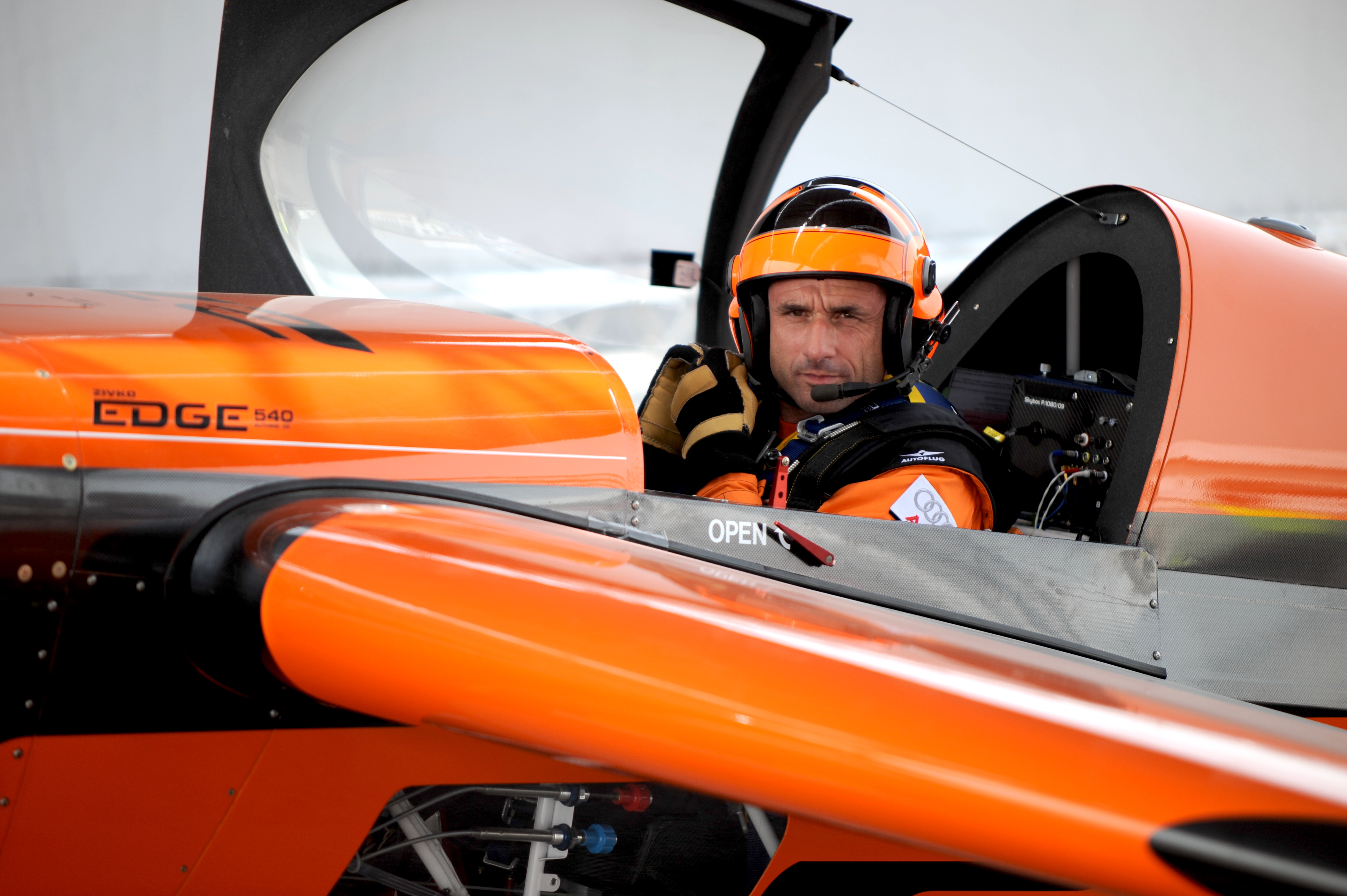
Nicolas Ivanoff sur le point de décoller, le 17 avril 2009 à Abu Dhabi lors de la première épreuve de la saison de la Red Bull Air Race.

Durant les Red Bull Air Race World Series, il vole sur Cap 232, Extra 300S, sur Extra 300SR puis sur Edge 540. Il remporte la dernière épreuve des Red Bull Air Race 2007 à Perth en Australie.
Lors de la saison 2009 des Red Bull Air Race, il se classe 3e à Abou Dabi et 1er à San Diego, sur Edge 540. Au classement général, il se classe 5e.
2010 : 6e du championnat du monde Red Bull Air Race.
2012 :  3e du championnat d'Europe par équipe de voltige en Slovaquie.
2013 : 9e du championnat du monde de voltige à Sherman, Texas, US
2014 : 4e du championnat du monde Red Bull Air Race
2015 : 9e du championnat du monde Red Bull Air Race

### Saison 2016
5e du championnat du monde Red Bull Air Race et vainqueur de la première course de la saison à Abu Dhabi.

## Film
« Le monde à l'envers », film de 55 minutes écrit et réalisé par Isabelle Balducchi est une découverte du monde de la voltige et de l'acrobatie aérienne à travers le portrait de Nicolas Ivanoff, des tarmacs de Corse à ceux de l'équipe de France à Salon de Provence au Red Bull Air Race à Budapest. Ce film produit par France Télévision et Zia Maria Films est disponible en DVD (Anglais/Français)